# Autostrada A23 (Portugalia)
Autostrada A23 (port. Autoestrada A23) – autostrada znajdująca się na terytorium Portugalii, łączy miasta Zibreira i Guarda. Na odcinku od węzła Torres Novas – Gardete stanowi część trasy europejskiej E806, natomiast na odcinku Gardete – Guarda jest częścią trasy europejskiej E802. Przejazd autostradą jest płatny – opłata pobierana jest w punkcie poboru opłat Torres Novas. Koncesjonariuszem zarządzającym autostradą jest firma scutvias.

## Ważniejsze miejscowości leżące przy A23
- Zibreira
- Torres Novas
- Abrantes
- Castelo Branco
- Covilhã
- Guarda